# Jacques Droz
Jacques Droz (París, 12 de marzo de 1909-París, 3 de marzo de 1998) fue un historiador francés y especialista en historia germánica y de las ideas políticas (liberalismo, socialismo y fascismo).
Droz recibió su doctorado en 1945 por su estudio de la influencia de la Revolución Francesa en el liberalismo renano entre el Congreso de Viena en 1815 y la revolución de marzo de 1848.
Enseñó en el liceo de Colmar, luchó en la Segunda Guerra Mundial y fue hecho prisionero en 1940. Durante los años de ocupación alemana de Francia, fue docente en varios liceos parisinos. Tras la Liberación de París fue profesor en el Institut d'études politiques de Strasbourg.
En 1945, defendió su tesis sobre el liberalismo renano durante el período de 1815 a 1848. Fue profesor en la Universidad de Clermont-Ferrand de 1947 a 1962, y a partir de 1957 también decano de la Facultad de Letras. En 1962, Droz fue nombrado sucesor del profesor Maurice Baumont en la Sorbona, donde se le concedió el estatuto emérito en 1972. Muchas de sus obras fueron traducidas al alemán y al inglés, especialmente las relativas al socialismo, siendo algunos de sus libros publicados en otros idiomas.
Era un experto en la historia de las ideas políticas, en particular del socialismo y el liberalismo. También era especialista en la historia de los países de lengua alemana. En 1968 la revista Historische Zeitschrift lo elogió por su contribución a la historia de la socialdemocracia.
Desde 1974 fue miembro correspondiente de la Academia Sajona de Ciencias de Leipzig.

## Principales obras
- Le libéralisme rhénan de 1815 à 1848. Sorlot, París (1940).
- Histoire diplomatique de 1648 à 1919. Dalloz, París (1952).
- Histoire de l'Autriche (1946), ed. PUF, col. Que sais-je?.
- Le Socialisme Démocratique, 1864–1960. Armand Colin, París, (1966).
- Histoire des doctrines politiques en France» (1948), éd. PUF, coll. Que sais-je ?
- «La formation de l'unité allemande 1789-1871». L'Allemagne. Hatier université (en francés) 1. Collection d'histoire contemporaine. París: Hatier. 1970.
- Les Causes de la Première Guerre mondiale. Essai d’historiographie. Du Seuil, (1973).
- Histoire de l’antifascisme en Europe 1923–1939. La Découverte, París (1985) ISBN 2-707-13445-7 (Neuausgabe 2001).
- Histoire de l'Allemagne. Que sais-je? (en francés) (186) (14 edición). París: Presses Universitaires de France. 1 de mayo de 2003. ISBN 978-2-13-053739-7. Consultado el 26 de enero de 2018.
- Histoire générale du socialisme» (4 vol. 1-Des origines à 1875 2-De 1875 à 1918 3-De 1918 à 1945 4-De 1945 à nos jours), ed. Presses universitaires de France (PUF), (1972-1978) (reedición col. Quadrige)